# Jack Shephard
Jack Shephard es un personaje ficticio de la serie estadounidense Lost, de la cadena de televisión ABC. Es interpretado por el actor Matthew Fox, tiene 37 años (al final 40 años) y es el protagonista de la serie.

## Historia
El Dr. Jack Shephard es el líder de los supervivientes del Vuelo Oceanic 815. Jack tiene dificultades para lidiar con situaciones que no debe arreglar. Sin embargo, esta habilidad para resolver problemas a través de la fe le ha dado la habilidad de reaccionar bien ante las crisis. Jack lleva el control de su propia vida y de sus emociones y es capaz de mantener la cabeza fría. Los supervivientes lo ven como un líder y se lleva bien con la mayoría de ellos. Tiene el punto de vista más equitativo a la hora de administrar los recursos, en términos económicos. Intenta solucionar conflictos ayudándose de la lógica.
Le es muy difícil ignorar las cosas y confiar solamente en la fe, algo que cambia cuando sale de la Isla.

### Antes del accidente
- Jack es hijo de Christian Shephard y Margo Shephard. Cuando era pequeño, fue golpeado por querer ayudar a su amigo Marc Goldman. Su padre más adelante le dijo que lo que debía hacer es no intentar solucionarlo todo, ya que podía fracasar.
- Trabajaba con su padre en el Hospital St. Sebastian.
- Poco más de 3 años antes del accidente (esto se sabe por el tiempo que lleva Desmond Hume en la isla), operó a una víctima de un accidente automovilístico llamada Sarah (la cual chocó con el padre de Shannon, Adam Rutherford, quien murió al instante). Su espina dorsal quedó dañada en el accidente, cuando se dirigía a recoger su vestido de novia. Jack estaba convencido de que la cirugía no iba a curar su parálisis, y le dijo toda la verdad, a pesar de las advertencias de su padre, quien le decía que le debería dar esperanza a sus pacientes de vez en cuando.
- Se libera de la tensión del trabajo corriendo arriba y abajo por las escaleras del estadio la noche antes de la operación, donde conoce a Desmond Hume en una breve conversación.
- El día después de la operación, Jack está seguro de que falló, pero descubre que, milagrosamente, Sarah puede mover los dedos de los pies y recupera la sensación en las piernas.
- Jack y Sarah se casan, pero el diverso horario de trabajo de este, hizo que se vieran cada vez menos.
- Jack y su padre trabajan más adelante con un paciente llamado Angelo Busoni. Su hija, Gabriela Busoni, dijo que fue a él (Jack) porque escuchó lo del "milagro" de Sarah. Él le dice a Gabriela que la situación es diferente, pero que acepta ayudar a su padre.
- Angelo muere unos meses después en la sala de operaciones, y en el camino de regreso al coche, descubriendo que su padre le había mentido (diciéndole que Gabriela se había ido), Jack encuentra a Gabriela. Estos terminan besándose, pero Jack le dice que lo que hacen no es lo correcto, ya que él está casado con Sarah.
- Jack le confiesa a su esposa lo ocurrido, y ella, en cambio, le dice que lo ha estado engañando mientras él se enfocaba en su  trabajo y que él siempre tiene la necesidad de arreglar las cosas, así que ella lo abandona.
- Más adelante su padre opera a una mujer bajo las influencias del alcohol, y cuando una enfermera se lo dice a Jack, él releva a su padre y se hace cargo de la operación. Pero no es capaz de reparar el daño y la mujer muere.
- Christian presiona a Jack para que este firme un reporte en el que consta que el daño de la mujer estaba más allá de la ayuda médica, pero Jack después se entera de que la mujer estaba embarazada cuando murió, y revela que la culpa de la muerte fue de su padre al cortarle la arteria hepática y que esto fue por haber operado a la mujer bajo los efectos del alcohol.
- Su padre vuela a Australia cuando es inhabilitado como médico. La madre de Jack le dice que vaya tras él, porque era su culpa, y Jack acepta con disgusto.
- Jack busca en el hotel donde se encontraba su padre, y acaba encontrándolo en la morgue, muerto por un ataque al corazón ocasionado por envenenamiento etílico (antes de morir, Christian Shephard habló con Sawyer en un bar sobre Jack).
- Jack decide llevar a su padre de vuelta a los Estados Unidos, pero tiene algunos problemas para transportar el ataúd en el avión.
- Antes del vuelo, Jack tiene una conversación con Ana Lucía, líder de la Sección de Cola, y prometen tomarse una copa en el avión, que no llegó a realizarse.
- En el avión Jack se sienta cerca de Rose y habla con ella sobre su esposo, que estaba en el baño. Al empezar la turbulencia Jack pierde el conocimiento antes de que la Sección de Cola se rompa.
- Tiene una media hermana en Australia, a la que Jack no conoce (luego es revelado que es Claire).

## Intereses/trivias
- Aprendió a jugar al póker en Phuket (Tailandia).
- Tomó algunas lecciones de vuelo.
- Tiene una serie de tatuajes en el hombro que se hizo después de divorciarse y antes de que muriera su padre. Se los hizo en Tailandia. Una curiosidad es que en las primeras temporadas enseñaba siempre sus tatuajes, pero no lo hace en las últimas.
- Los productores de la serie querían que Jack desapareciera después del primer capítulo.
- El primer actor seleccionado para interpretar a Jack fue Michael Keaton.

## En la Isla

### Primera temporada
Jack es el primer personaje que aparece en la serie. Luego del accidente, despierta en medio de un bosque de bambúes, no muy lejos de la playa. En ese momento, un perro labrador se acerca a él para luego alejarse. Lentamente se da cuenta de lo que pasó y corre a la playa siguiendo los ruidos provenientes del avión destruido y los gritos de auxilio. Una vez allí, Jack se mueve rápido entre los supervivientes intentando administrar auxilios médicos, identificándose como doctor. Con ayuda de otros sobrevivientes ayuda a un hombre con una pierna herida y después, con ayuda de un hombre, Hurley, atiende a una mujer embarazada, Claire. Salva a Rose (con quién habló en el avión antes de estrellarse) vía CPR (resucitación cardiopulmonar), cuando su corazón se detuvo. 
Tras administrar ayuda a los demás, Jack coge una aguja de coser de una maleta y se mete en la jungla para examinar la herida en su costado izquierdo. Ve a una mujer joven, Kate, y le pide que le cosa la herida, calmándola con una historia de su primera operación quirúrgica, donde dominó su miedo en una emergencia dejando al miedo que le dominara, pero solo durante 5 segundos. Más tarde, Jack atiende a un superviviente (Edward Mars) que está inconsciente y gravemente herido por un fragmento del fuselaje clavado en su torso. Acepta renuentemente el papel de líder de la isla recordando los enunciados de su padre y decide ir a buscar el transceptor del avión, que está en la cabina, en compañía de Kate y Charlie Pace. Finalmente, encuentran al piloto vivo en la cabina, quien les dice que el avión perdió contacto por radio antes del accidente, y que habían cambiado el rumbo hacia Fiji. Como estaban fuera de ruta y nadie sabía dónde estaban. El piloto les da el transceptor, pero el Humo negro aparece y se lo lleva, ante la sorpresa de los tres. Jack, Kate y Charlie se separan pero logran escapar del monstruo. Vuelven a la playa, y allí Hurley le muestra a Jack que Kate es fugitiva (Piloto).
Cuando el estado de Edward Mars empeora, y sin el equipamiento médico para operar, Jack se da cuenta de que no puede salvarlo. Contra su deseo le practica la eutanasia después de que Sawyer fallara en su intento de matarlo por misericordia. Respecto a Kate, le dice que no necesita saber lo que hizo (el crimen que cometió), ya que todos en la isla han vuelto a empezar y es lo que importa («Tábula Rasa»). Toma la decisión de quemar el fuselaje, incinerando así a los pasajeros que no sobrevivieron, cuando los cuerpos comenzaron a atraer a jabalíes.
Más tarde, cuando comienza a escasear el agua, ve a su padre en la isla, aunque no sabe si aquello que vio fue de verdad o simples alucinaciones. Salva a Boone después de que este fallara en el rescate de una mujer que se ahogaba. Después de dejar a Boone en la playa, Jack regresa al mar por la mujer, pero no lo logra. Más tarde se culpa a sí mismo delante de Kate por ser incapaz de rescatarla. Luego de ver a su padre nuevamente, decide seguirlo y al tropezar en el camino, casi cae por un risco, pero Locke lo salva. John Locke, le dice que sin importar si es una alucinación o no, debe terminar la búsqueda que inició, solo, para convertirse en líder para el resto. Siguiendo con su búsqueda, persigue a su padre hasta que encuentra unas cuevas con una fuente de agua. En ese lugar, encuentra el ataúd de su padre, pero descubre que está vacío y lo destruye. Renovado, decide vivir en las cuevas, que es un mejor refugio y posee agua potable y convence a la mitad del grupo de sobrevivientes de mudarse desde la playa hasta las cuevas (White Rabbit) (aunque no puede convencer a Kate). Más tarde, Jack, Kate, Charlie y Locke descubren dos cuerpos en las cuevas, a quienes Locke llama «Adán y Eva».
Investigando una caverna, Jack y Charlie tienen una discusión, generando derrumbe que deja a Charlie ileso y a Jack atrapado entre los escombros. Michael, junto con otros que se encontraban en las cuevas, quitan rocas hasta formar un túnel, en el cual se introduce Charlie, arriesgando su vida para salvar a Jack. Dentro, Charlie le cuenta al doctor sobre su drogadicción y su vida, y finalmente salen gracias a la ayuda de una polilla a la que Charlie ve (The Moth). Luego de que Shannon pierde su inhalador, Jack intenta sin éxito obtener una respuesta de Sawyer, de quien todos sospechan. Por ello, permite que Sayid lo "interrogue", pero cuando ve que Sayid fue muy lejos y cortó profundamente a Sawyer, Jack interviene para salvarle la vida. Después, acepta la ayuda de Sun para curar a Shannon con hierbas de eucalipto (Confidence Man). Se relaja un poco cuando Hurley arma un campo de golf en una colina cercana y participa de un torneo. Un tiempo después, cuando Claire comienza a sufrir pesadillas y es atacada por la noche, Jack cree que todo es parte del embarazo y el estrés por el accidente e intenta darle pastillas. Luego, Hurley le informa a Jack que hay un hombre entre ellos que no está en el manifiesto del avión, así que se da cuenta de que Claire tenía razón sobre su atacante. Locke, Jack, Kate y Boone comienzan una búsqueda desesperada tras la desaparición de Charlie y Claire. Después de encontrar un vendaje en los nudillos dejado por Charlie como pista, el grupo encuentra dos senderos separados. Locke lleva a Boone en una dirección, mientras que Jack y Kate toman la otra. Jack toma la delantera y cree escuchar a Claire gritar, y apurado, cae por un terraplén para encontrar a Ethan, quien le advierte que matará a uno de sus cautivos si no deja de seguirlo. Tras una pelea, Ethan lo deja inconsciente y después cuando despierta continúa el rastro junto a Kate. Jack le dice que se siente culpable porque no le creyó a Claire sobre los ataques, por lo que debe seguir hasta encontrarlos. Finalmente encuentran a Charlie, que ha sido ahorcado por Ethan. Kate corta la cuerda y Jack realiza la reanimación cardiopulmonar incansablemente hasta que le devuelve la vida a Charlie. De vuelta en las cuevas al anochecer, Jack se entera de Charlie que "ellos" solo querían a Claire todo el tiempo (All the Best Cowboys Have Daddy Issues).
Un tiempo después, ayuda a Kate a conseguir un maletín (perteneciente a Edward Mars) en posesión de Sawyer. Allí descubren armas, papeles y un sobre (de Kate). Los días pasan y Jack sigue actuando como doctor, ayudando a Hurley con dolores de estómago, a Sawyer con sus vendajes y a otros sobrevivientes. Cuando Claire es encontrada por Locke y Boone, Jack y los otros toman medidas para protegerla de Ethan. Finalmente acuden a las armas del marshal y tras un plan bien orquestado en el que Claire es "carnada", los sobrevivientes acorralan a Ethan y Jack lo somete en una pelea. Inesperadamente, Charlie toma un arma y asesina a Ethan, a lo que Jack y los otros quedan consternados.
Cuando Michael plantea la idea de armar una balsa, Jack aprueba su plan. Más tarde, con Sayid y Charlie, busca a Hurley cuando éste se dirige al hogar de la francesa Rousseau. 
Luego ayuda a Sawyer con un recurrente dolor de cabeza y le da anteojos por su vista. Mientras habla con Kate sobre esto, Locke aparece con un Boone gravemente herido y ensangrentado, por lo que Jack comienza una carrera desesperada para salvarle la vida. Jack toma dos decisiones drásticas: improvisar un aparato para trasfundir su sangre a Boone y pinchar el pecho del herido para liberar su pulmón. Al mismo tiempo, con Claire entrando en labor, no puede asistirla porque se queda a atender a Boone. Pronto se da cuenta de que la transfusión no da resultado, ya que Locke mintió sobre la causa del accidente. Con la pierna comprometida, quiso amputársela, pero cambió de parecer cuando este despertó y le dijo que no lo hiciera. Antes de eso, Sun intentó detenerlo, pero Jack le dijo «No me digas lo que no puedo hacer». Aunque busca otra manera de salvarlo, ya que juró que lo haría, Boone y él se dan cuenta de que no hay forma, por lo que lo libera de su juramento. Finalmente, Boone se despide de Jack pidiendo por Shannon. Después de que Claire regresa con su bebé, Jack revisa que esté todo en orden (Do No Harm). Tras lo sucedido, busca a Locke y lo mantiene como culpable de la muerte de Boone. Incluso después de que Locke explicara todo lo ocurrido, esto (combinado con el hecho de que Locke escondía la existencia de la escotilla, causa que Jack desconfíe de Locke).
Después, cuando la escotilla le es revelada por Sayid y Locke, Jack espera abrirla, con la esperanza de encontrar víveres. Antes de que Sawyer se vaya, éste le revela a Jack que conoció a su padre en Sídney unos días antes del vuelo. Le cuenta que su padre quería decirle a su hijo lo orgulloso que estaba de él y que lo ama, lo que deja a Jack conmovido. Luego, en la playa Jack y los sobrevivientes despiden a la balsa, con Michael, Walt, Jin y Sawyer a bordo. Después, emprende una expedición junto a Kate, Hurley, Arzt, Locke y Rousseau para buscar dinamita para abrir la escotilla. En el camino de vuelta, junto con Kate impidió que Locke fuera arrastrado hacia un agujero por el humo negro. Finalmente, pese a las advertencias de Hurley, Jack, Kate y Locke abren la escotilla (Exodus).

### Segunda temporada
Con la escotilla abierta, Jack prefiere esperar hasta el amanecer para entrar, pero Locke está ansioso. Mientras Kate sigue a Locke, Jack calma a los supervivientes en las cuevas, ante una posible llegada de Los Otros. Al ver que Kate y Locke no vuelven, Jack decide internarse en la escotilla para investigar. Descubre un búnker perfectamente equipado y funcional, se encuentra con un mural pintado y una pared con una fuerte fuerza magnética. También encuentra una computadora con una tecla que dice ejecutar. Al mismo tiempo, encuentra a Locke como rehén de un hombre que resulta ser un conocido de su pasado, Desmond Hume, a quien Jack reconoce (Man of Science, Man of faith). Aunque Kate aparece y noquea a Desmond, éste le dispara por accidente a la computadora. Desmond afirma que todos morirán a menos que se arregle la computadora y les muestra una película de la Iniciativa Dharma que explica el funcionamiento del búnker (estación El Cisne) y el trabajo a realizar (presionar los números 4-8-15-16-23-42 y ejecutar cada 108 minutos). Mientras Kate busca a Sayid, Jack, incrédulo sobre lo observado, deja a Locke sólo y persigue a Desmond, quien huye al exterior. Afuera, Desmond lo reconoce como el médico con el que hizo un tour de stade, y le pregunta que pasó con la mujer que Jack había operado. Jack le dice que se casó con ella (Sarah), pero por la expresión en su rostro Desmond adivina que eso se terminó. Finalmente, Jack lo deja ir, regresa a la estación y Locke lo convence de oprimir el botón, acordando que tomarán turnos (Orientación).
Después de que Hurley ingresa en El Cisne, Jack le encomienda repartir los alimentos y los víveres encontrados al resto de los supervivientes (Everybody Hates Hugo). Cuando Sun pierde su anillo de bodas, Jack le cuenta que una vez él perdió el suyo, pero al no encontrarlo, tuvo que comprar otro. A pesar de que aún no cree que el mundo se va a terminar si no se aprieta el botón, Jack sigue con el acuerdo y toma su turno cuando le toca (...And Found).
Jack y Kate están jugando golf cuando Mr. Eko aparece con el moribundo Sawyer en sus hombros. En El Cisne, Jack le baja la temperatura a Sawyer usando la ducha, e intenta que Sawyer ingiera medicamentos, que logra gracias a Kate. Luego, Michael regresa e informa a Jack sobre lo sucedido y las demandas de Ana Lucía y el Sr. Eko acepta llevar solo a Jack (al enterarse de que la conoce) con Ana Lucía, siempre y cuando él acepte no tomar ninguna pistola. Al llegar, Jack observa a Sayid cargando el cuerpo inerte de Shannon y a Ana Lucía detrás, con una mirada triste (Collision).
Luego de la reunión entre el grupo de la cola del avión con el grupo principal, Jack continúa vigilando a Sawyer, quien todavía no se recuperó de la herida de bala. Kate acepta reemplazarlo, pero unas horas después Jack y Locke encuentran a Sawyer solo y la alarma sonando porque el botón no fue presionado. Después de solucionar el problema, Jack rastrea y confronta a Kate por salir de la estación, y se besan, pero luego ella huye de inmediato, dejándolo sorprendido (What Kate Did). Un tiempo después, Jack encuentra a Locke encerrado en el arsenal del refugio y un Michael desencajado aparece armado y le ordena que se meta él también adentro. A pesar de que Jack pide acompañar a Michael a buscar a Walt, él se niega y los encierra a ambos. Sawyer y Kate aparecen y los rescatan, y el grupo decide seguir a Michael no sólo para traerle de vuelta sino para poderle ayudar cuando se tope con los Otros. Al mismo tiempo, Jack le pide a Kate que se quede en el búnker. Cae la noche mientras Locke, Jack y Sawyer buscan a Michael,y se alarman al escuchar algunos disparos. Cuando pierden el rastro, uno de los Otros, Mr. Friendly, aparece y les dice que tienen que hablar. Los amenaza, les dice que la isla es suya y que den la vuelta, ya que si cruzan la línea de donde están, tendrán problemas. Un Jack frustrado le dice que no cree que tenga tanta gente apoyándole y que ellos son superiores, pero Mr. Friendly ordena que enciendan las antorchas, por lo que Jack y los otros se ven rodeados. Después, les muestra que tienen a Kate como rehén (quien desobedeció a Jack y los siguió) y amenaza con matarla si no dejan sus armas y se van. Ya sin opciones, Jack, Locke y Sawyer entregan las armas y caminan durante la noche para regresar a la playa, con Kate de vuelta. En la playa, Jack planea con Ana Lucía entrenar un comando (The Hunting Party).
Cuando Charlie es acusado de drogadicto y golpeado por Locke, después de provocar un incendio y de tomar a Aaron para que sea bautizado, Jack es el único que se acerca a él y lo cura de sus heridas. Solo le pide que no vuelva a hacer algo así y lo deja tranquilo (Fire + Water). Jack y Locke deciden guardar las armas y la heroína encontrada en la habitación segura del refugio, y se genera una cierta desconfianza, ya que Locke es renuente a darle a Jack la combinación de la puerta. La desconfianza continúa cuando Jack toma todos los medicamentos de Sawyer para llevarlos al refugio, cosa que no hace gracia a éste. Cuando Sun es atacada, hay una confrontación entre Jack, Locke, Kate y Ana Lucía, entre otros, que finaliza cuando Sawyer revela que los estafó para recuperar sus pertenencias y que ahora él posee las armas, los medicamentos, etc. (The Long Con).
Cuando Sayid lleva a uno (que se hace llamar Henry Gale) de Los Otros al búnker, herido con una flecha por Rousseau, Jack lo cura y le limpia la herida. Después, Sayid se encierra con el prisionero en la armería, Jack discute con Locke debido a que cambió la contraseña, ya que se opone a que Sayid torture al hombre si no están seguros de quién es. Por esto, dejó que el Contador del botón llegue hasta cero para presionar a Locke y que éste le diera la combinación para así detener la tortura de Sayid a Henry Gale. Aunque Sayid está convencido de que Henry es "uno de ellos", Jack queda del todo convencido (One of Them). Con el prisionero aún encerrado, y sin saber qué hacer con él, Jack vuelve a pasar tiempo en la playa y certifica el embarazo de Sun. También recupera las medicinas de Sawyer jugando al poker con él. Cuando vuelve al búnker con Kate, ambos se encuentran un enorme paquete de comida sujeto a un paracaídas y a Sayid, Ana Lucía y Charlie, que volvieron de su expedición. Una vez adentro, Sayid revela que Henry Gale es uno de los Otros, ya que el verdadero Henry Gale estaba enterrado debajo de un globo (Lockdown).
Más tarde, a Jack se le ocurre proponer un intercambio con Los Otros: "Henry Gale" por Michael. Jack invita a Kate a que lo acompañe a la jungla y ella acepta ir. Mientras  caminan por la jungla, Kate observa una muñeca en el suelo y se estira para recogerla, y a pesar de que Jack intenta detenerla, Kate la toma y tanto ella como Jack quedan atrapados en una red, plantada por Rousseau. Tras liberarse, Kate le cuenta sobre su expedición con Claire a la otra escotilla. Finalmente, llegan al lugar donde ocurrió su último enfrentamiento con los Otros, llaman a la jungla, desafiándolos a mostrarse, pero no reciben respuesta. Mientras esperan, Kate se disculpa por besar a Jack, pero Jack revela que él no lo lamenta. Ya caída la noche, un hombre sale a trompicones de la jungla con una antorcha y cae al suelo frente a ellos, es Michael (S. O. S.). Lo llevan de vuelta al búnker y le curan las heridas. Cuando Michael se despierta, les revela cómo viven los Otros, diciendo que están viviendo peor que los sobrevivientes e insiste que deben rescatar a su hijo. Después de que Locke y Jack comienzan a planear una misión de rescate para Walt, se dan cuenta de que necesitan más armas y van con Sawyer, quien se da cuenta de que Ana Lucía le ha robado las suyas (Two for the Road). Al llegar a la estación, Sawyer, Kate y Jack descubren a las víctimas del tiroteo: Michael está herido, Ana-Lucía está muerta y Libby está al borde de la muerte. Mientras trataba de salvar la vida de Libby, mandó a una reacia Kate a ir con Sawyer por la heroína, y así ella descubriría dónde guardaba Sawyer las armas y la heroína. Aunque no puede salvarla, Jack le administra heroína para que no sufra y deja que Hurley se despida (?).
Cuando Michael insiste en que sólo vayan Sawyer, Hurley, Jack y Kate a rescatar a Walt, rechazando la ayuda de Sayid, este último le dice a Jack que sospecha que Michael está actuando bajo coacción, por lo que arman un nuevo plan para intentar recuperar una ventaja (Three Minutes).
Durante el funeral de Ana Lucía y Libby, aparece un barco en el mar. Jack, Sayid y Sawyer nadan hacia él y suben al bote, donde encuentran a Desmond borracho, frustrado porque no puede salir de la isla. Después, Jack va con Michael, Hurley, Sawyer y Kate a "enfrentarse a Los Otros", mientras Sayid, Jin y Sun planean usar el velero de Desmond para ir por mar. En el camino, Michael, Jack, Sawyer, Hurley y Kate se involucran en un tiroteo con algunos Otros que los seguían, y Sawyer mata a uno. Jack se enfrenta a Michael por llevar al grupo a una trampa, y Michael confiesa los asesinatos de Ana Lucía y Libby. Cuando Sayid usa humo negro como señal, Jack se da cuenta de que Michael los ha llevado a un lugar diferente a  la playa donde está Sayid, arruinando su plan. Escuchan susurros y, de repente, Hurley, Sawyer, Kate y Jack quedan incapacitados por los dardos eléctricos. Los rehenes, atados y amordazados, son llevados a un muelle, donde parece que los Otros son liderados por Henry Gale. En ese momento, todos son aturdidos por la implosión del búnker El Cisne y luego, Los Otros dejan ir a Michael y Walt, según lo acordado. Hurley es liberado y enviado al campamento con una advertencia para el resto, y aunque protesta, Jack asiente, dándole permiso para irse. Luego, Jack, Kate y Sawyer son tomados como prisioneros (Live Together, Die Alone).

### Tercera temporada
Jack es encerrado en una habitación de la estación La Hidra, que está bajo el agua, durante los primeros días de su captura. En ese tiempo, es visitado e interrogado amistosamente por Juliet Burke, una doctora en fertilidad que vive con los "Otros". Al principio, él se muestra reacio a hablar y sólo piensa en escapar, además de preocuparse de si Kate y Sawyer están bien. En una de las visitas, cuando Juliet le lleva comida, Jack aprovecha la situación y la amenaza con un arma improvisada, le ordena que abra una puerta, pero ella se niega a obedecer, alegando que hacerlo los mataría a ambos. "Henry Gale" aparece y le dice lo mismo, pero Jack no hace caso y soltando a Juliet, abre la puerta, por donde entra agua, inundando el pasillo. "Henry Gale" sale y los deja encerrados, pero Jack y Juliet se las arreglan para cerrar la puerta y evacuar el agua. Luego, Juliet lo golpea y lo deja inconsciente, de modo que Jack vuelve a su celda. Cuando se despierta, ella le muestra a Jack un archivo que contiene documentos sobre toda su vida, incluso su divorcio de Sarah, revelando que "ellos" saben su historia de antes de llegar a la isla. Jack sólo pregunta si Sarah es feliz, a lo que Juliet responde que sí (A Tale of Two Cities).
Después, "Henry Gale" lo visita y se introduce como Ben Linus, le dice que vivió en la isla toda su vida y que si coopera lo pueden enviar a casa. Jack cree que los Otros también están varados tal como él está, pero Ben le informa la fecha y hora exactas de su accidente aéreo, de la reelección de George W. Bush, la repentina muerte de Christopher Reeve y que los Boston Red Sox hayan ganado la Serie Mundial 2004. Aunque Jack es incrédulo por esto último, Ben le muestra un video de la consagración (The Glass Ballerina). Cuando Colleen llega malherida (por el disparo de Sun), Juliet le pide a Jack ayuda para salvarla, y aunque él lo intenta, Colleen muere. Después, ve cómo Los Otros despedían a sus muertos. En el camino, Jack nota unas radiografías, que muestran un tumor espinal muy grande, en un hombre de 40 años. Juliet no le dice de quién es la radiografía, pero Ben más tarde se delata a sí mismo frente a Jack. Ben le revela que tenía un plan perfecto para convencerlo de hacer la cirugía, que Juliet era parte de ello (debido al parecido con Sarah) y que su plan se arruinó cuando vio las placas. Posteriormente, Juliet lleva a la celda de Jack una película, que consiste en Juliet hablando a través de tarjetas (que la cámara no ve). Mientras Juliet habla de cómo procederá la cirugía, diciendo que Ben es un mentiroso y muy peligroso, que algunos quieren un cambio, por lo que la cirugía debería ser intencionalmente fallida para matar a Ben, y que ella protegerá a Jack si lo hace (The Cost of Living).
Más tarde, Jack le dice a Ben que su tumor se volverá inoperable en una semana, pero que no lo operará porque no confía en la promesa de los Otros de liberarlo. Juliet lleva a Kate a hablar con Jack, diciéndole que es la única forma de evitar de que Pickett mate a Sawyer. Cuando Kate le dice esto, Jack permanece incrédulo, se enoja y se niega. Tras esto, Ben ejecuta su nuevo plan, y deja la puerta abierta de la celda para que Jack salga. Mientras recorre el lugar, encuentra el cuarto de vigilancia y ve las jaulas donde Kate y Sawyer están encerrados y los ve durmiendo juntos. Devastado, Jack le dice a Ben que lo operará pero quiere que Ben cumpla su promesa de dejar a Jack fuera de la isla, lo más lejos posible. En medio de la operación, toma a Ben como rehén y exige hablar con Kate con un walkie-talkie, le dice que corran, indicándole que lo llame por radio cuando estén a salvo, pero Kate no quiere irse sin él (I Do). Al enterarse de que están en otra isla, Jack le dice a Tom Friendly el pedido de Juliet sobre matar a Ben y ella deja el quirófano. Ben se despierta de la anestesia, después de haber escuchado la discusión de Jack con Tom, y exige hablar con Juliet en privado. Después de hablar con Ben, ella le dice a Jack que termine la cirugía y ayudará a sus amigos a escapar. Jack termina la operación, Kate lo llama y le cuenta la historia del episodio "Piloto", y Jack le hace prometer que no volverá por él. Finalmente, ella acepta y con Sawyer abandonan la isla Hidra. Más tarde, Juliet habla con Jack y le dice que volverá a su celda hasta que descubran qué hacer con él. Cuando Jack le pregunta qué le dijo Ben para que quisiera salvar su vida, ella responde que después de más de tres años en la isla, dijo que Ben la dejará ir (Not in Portland).
Después, Jack es metido en la jaula de los osos y se da cuenta de que una Juliet esposada es llevada a su antigua prisión. Ella lo visita más tarde y le pide a Jack que trate la espalda de Ben, que se ha infectado después de la cirugía, pero Jack se niega. Además, le dice que tiene problemas con los Otros por matar a Pickett. Luego, la "sheriff" de los Otros lo lleva a una habitación donde está detenida Juliet y le pregunta si Juliet le dijo que matara a Ben o no. Jack miente y dice que no lo hizo y es llevado de regreso a su jaula. Allí, recibe la visita de Cindy Chandler y los miembros de la cola previamente secuestrados. Cindy le hace preguntas a Jack, diciendo que están aquí para "mirar", pero él la despide enojado. Alex visita a Jack más tarde y le dice que los Otros planean ejecutar a Juliet. Alex lo ayuda a escapar de su jaula, y van con Ben Linus, quien escribe una nota, perdonando a Juliet, a cambio de que Jack siga siendo el médico de Ben. Juliet es marcada y luego Jack le cura (aliviana) la herida desde su celda. Cuando Juliet le pregunta a Jack por qué la ayudó, él responde que es porque Ben dijo que los dejaría a los dos fuera de la isla y que quiere que eso suceda trabajando juntos. Después, Jack, Juliet y los "otros" abandonan la isla Hidra y vuelven a la isla principal (Stranger in Strange Land). 
Un tiempo después, Jack aparece viviendo de forma "amistosa" con Los Otros en las Barracas, cuando Sayid, Rousseau, Locke y Kate van a rescatarle. Se lo ve pasando tiempo con Ben y Juliet y jugando al fútbol con Mr. Friendly. En la noche, Kate entra en la casa de Jack y lo encuentra tocando el piano. Jack se sorprende y se enoja al verla y, a pesar de que ella insiste en que no se irá sin él, él se niega a ir. Le dice que lo tienen vigilado y de repente la puerta se abre y dos Otros armados la apresan, con Jack gritando que no le hagan daño. Luego, Jack visita a Kate encarcelada para decirle que hizo un trato con los Otros para dejarlo ir a casa. Aunque no le dice que la vio con Sawyer en las jaulas, sí le dice que cuando salga volverá por ella. Más tarde, Jack se enfrenta a Ben, exigiendo que sus amigos sean liberados después de que él deja la isla, algo que Ben acepta. Después, Jack y Juliet son acompañados al muelle y allí se encuentran con Locke, quien dice "lo siento" mientras el submarino explota detrás de él (The Man from Tallahassee).
Cuando Ben y los "Otros" se van de las Barracas, dejan a Jack, Sayid, Kate y Juliet detrás, e inconscientes. Kate lo despierta, se disculpa y llora por estropear sus planes de irse a casa, pero él la ignora y le pregunta dónde está Juliet. Una vez todos despiertos, Jack sugiere tomar lo que puedan encontrar y volver antes de que oscurezca. Sayid se opone a que Juliet vaya con ellos, pero Jack insiste (Left Behind). En el camino a la playa, Jack defiende a Juliet de los interrogatorios de Sayid y le dice que la protegerá cuando lleguen. Los tres supervivientes son bienvenidos alegremente, y, en la noche Jack les dice a todos que confía en Juliet y que eso debería ser suficiente, aunque Sayid y Sawyer, entre otros, no se convencen. Cuando Claire cae enferma, Juliet convence a Jack y Kate de que puede ayudarla, ya que ella fue su médica cuando fue raptada por Ethan. Gracias a un suero, Juliet salva a Claire y después, ya con la aceptación general del grupo, Jack le trae suministros para preparar su tienda. También le dice que cuando el submarino explotó, vio en sus ojos que ella quería salir de esta isla más que nada, lo que la convierte en "uno de nosotros" (One of Us). Los días pasan, y Jack pasa más tiempo con Juliet, ya sea armando su tienda o cenando, por lo que muchos en el campamento dejan de confiar en él. Cuando aparece Naomi, sólo Kate decide contarle a Jack las novedades y le dice que la gente en la playa ya no confía en él. Luego, al ser confrontados por Sawyer frente a todos, Jack les cuenta que sabía que Juliet era un espía, y que tenían un plan para deshacerse de los "otros" que ataquen el campamento.
Nuevamente tomando el rol de líder, Jack se dirige junto con todos los del campamento hacia la torre de radio para desactivar la señal de socorro de Rousseau, mientras Sayid, Jin y Bernard se quedan para disparar a las carpas con dinamita cuando lleguen los Otros. Por otro lado, Jack y Sayid le permiten a Charlie nadar hasta la estación El Espejo para desbloquear los mensajes de salida. En el camino a la antena, Jack se besa con Juliet, la cual regresa hacia a la playa con Sawyer para verificar a Sayid, Jin y Bernard. Luego, conversando con Kate sobre la despedida de Sawyer, le dice que la ama. Cerca de la torre de radio, los supervivientes se encuentran con Ben y Alex. Jack y Ben conversan apartados de los demás; Ben le exige que le entregue el teléfono de Naomi, a cambio de no matar a los tres hombres que ha dejado en la playa. Sin embargo, Jack, empeñado en abandonar por fin la isla, no acepta y Ben da la orden de ejecución. Entonces, Jack, furioso, le da una paliza y le lleva prisionero con el resto. Después, recibe una llamada de Hurley por el walkie-talkie que llevaba Ben y le informa que ha salvado a todos, incluyendo a los que no habían sido asesinados en realidad. Una vez apagado el mensaje de Rousseau y desbloqueadas las transmisiones desde El Espejo, el teléfono de Naomi funciona. De repente, Locke le lanza un cuchillo a Naomi en la espalda y amenaza con disparar a Jack si utiliza el teléfono, pero él lo hace igualmente y Locke no dispara. Finalmente, Jack logra contactarse con el barco carguero (Through the Looking Glass).

### Cuarta temporada
Tras contactarse con el carguero, Jack espera que la gente de allí llegue a la isla. Ben, atado, les avisa que Naomi se ha ido. Locke también se va. Jack, llevando a Ben consigo, y Kate siguen el rastro de Naomi por diferentes direcciones. Ben luego le dice a Jack que Kate le sacó el teléfono satelital y que ella sabía que seguía el rastro correcto. Finalmente, Desmond vuelve y todos los supervivientes se reúnen en la cabina del Oceanic 815, incluido Locke. Jack tira a Locke al suelo, toma su arma y aprieta el gatillo, pero descubre que la pistola no está cargada porque Locke no tenía intención de matar a Jack ese mismo día. Se genera una discusión, ya que John quiere proteger al grupo de las personas del carguero, mientras que Jack busca que sean rescatados. Tras esto, Locke se va a las Barracas de los Otros con Sawyer, Hurley, Claire y Ben, entre otros, mientras que Jack y su grupo van a la playa. En el camino, Jack y Kate escuchan un helicóptero y luego conocen a Daniel Faraday, quien les dice que llega para rescatarlos (The Beginning of the End). 
Después de que Faraday usa el teléfono de Naomi para contactar a George Minkowski en el barco, Jack y Kate lo ayudan a encontrar a sus compañeros, ya que el grupo rival liderado por Locke intenta hacer lo mismo. Siguiendo el radar del teléfono, encuentran a Miles Straume, quien exige ver el cuerpo de Naomi. Después de una discusión, aparecen Juliet y Sayid para apoyarlos y finalmente Jack y Kate convencen a Miles de que Locke asesinó a Naomi, de que ellos que no son los enemigos y que quieren ser rescatados. Pronto descubren que el grupo de Locke capturó a Charlotte Lewis, por lo que se dirigen hacia el helicóptero y su piloto, Frank Lapidus (Confirmed Dead). Jack manda a Juliet para buscar a Desmond, mientras buscan resolver la situación de Charlotte. Resuelven que Sayid, Miles y Kate irán hasta las Barracas para negociar por Charlotte, mientras Jack, Lapidus y Faraday esperan a Desmond y Juliet. En ese tiempo, Jack habla con Frank y verifica que los Boston Red Sox ganaron la serie Mundial. Cuando los otros vuelven, Jack se sorprende al ver que Kate se quedó con el grupo de Locke y luego deja que Sayid y Desmond vayan al barco con Lapidus a buscar respuestas (The Economist). Jack y Juliet regresan al campamento de la playa con los recién llegados Charlotte Lewis y Daniel Faraday. Pronto se sienten inquietos por una serie de intentos fallidos de contactar al carguero por teléfono satelital al no poder contactarse con Sayid y Desmond. Finalmente, Sayid llama a Jack y le dice que Desmond parece tener amnesia, por lo que Faraday habla con Jack para determinar qué le pasa a Desmond. Por fortuna, Desmond se recupera y Sayid le avisa a Jack y Juliet que están bien (The Constant).
Cuando Jack nota la ausencia de Charlotte y Daniel en la playa, él y Juliet los persiguen. Se enteran por Harper (una de Los Otros) que deben detener a Faraday de liberar un gas letal en la estación La Tempestad. En el camino, Jack y Juliet se encuentran con Kate inconsciente y mientras él la atiende, Juliet se va sola. Jack llega a la Tempestad y Juliet le explica que los del carguero vinieron a la isla para hacer la guerra contra Ben. Ella teme por Jack porque Ben cree que ella le pertenece, pero Jack no se preocupa y la besa. Después, los cinco regresan a la playa tras arreglar el problema en La Tempestad (The Other Woman). Cuando Sun quiso irse al campamento de Locke, ella y Kate no le dicen a Jack ya que saben que él no aprobará la idea. Más tarde, el grupo encuentra un cadáver en la orilla, por lo que Faraday se ve obligado a llamar al barco. Como Daniel miente en la respuesta recibida del carguero, Jack, Kate, Juliet y Bernard lo confrontan y lo presionan hasta que Faraday admite que no están en la isla para rescatarlos. Tras esto, Jack, quien venía padeciendo dolor de estómago, cae desmayado. Juliet le diagnostica apendicitis y decide operarlo con ayuda de Bernard, pero él insiste en que Kate ayude en la cirugía. Como Jack despierto comienza a ser un problema en la operación, Juliet le ordena a Bernard que lo duerma y a Kate que salga de la tienda. Después de la operación, Juliet le dice a Kate que Jack la besó anteriormente, pero para probar que "no ama a nadie más", sabiendo que él está despierto (Something Nice Back Home). 
Luego, en contra de los consejos de Juliet, Jack se marcha (recién operado) con Kate a la estación Orquídea para seguir el teléfono satelital que rastrea el helicóptero (lanzado por Lapidus). En el camino se encuentran con Miles Straume y Sawyer, el cual lleva a Aaron Littleton en brazos y les cuenta que han perdido a Claire. Kate regresa con Aaron y Miles a la playa, mientras que Sawyer acompaña a Jack. En las afueras de La Orquídea, Jack y Sawyer se reúnen con Hugo y Locke. Jack y Locke discuten de nuevo sobre la isla; Locke trata de convencerlo de no irse de la isla y argumenta que Jack aún no ha hecho lo que se supone debe hacer allí. Cuando Jack se niega, Locke le pide que cuando se vaya mienta sobre la isla para protegerla y a las personas que se queden. Después, Jack, Kate, Hurley, Sawyer, Sayid y Frank intentan salir de la isla en el helicóptero, pero pronto descubren una fuga de gasolina provocada por el impacto de una bala disparada en la batalla entre los mercenarios y Los Otros. Aunque liberan todo el peso innecesario, Sawyer le susurra algo al oído de Kate y la besa antes de lanzarse al agua, ante la mirada de Jack. Con menos carga, el helicóptero llega hasta el Kahana. Allí reparan el escape, recargan combustible y recogen a Desmond, Sun y Aaron, pero Jack no deja que Kate busque a Jin pensando que no hay más tiempo. El helicóptero despega justo unos segundos antes de que la bomba estalle y deciden volver a la isla. En el camino, Jack y el grupo, todos atónitos, observan la isla desaparecer cubierta por la gran luz. Sin tierra a la vista se ven forzados a ir sin rumbo sobre el océano. Al quedarse sin combustible se lanzan al mar en una balsa de rescate. Hurley sugiere que Locke logró mover la isla como dijo que haría, y aunque Jack lo niega, tampoco encuentra otra explicación.
Por la noche, los supervivientes en la balsa encuentran el bote de Penelope Widmore. Jack les dice entonces que deben mentir sobre lo todo lo ocurrido para proteger a quienes quedaron en la isla. Tras el reencuentro de Desmond y Penny, Desmond le presenta a sus compañeros, por último a Jack. Primero renuentes, finalmente todos planifican con Jack qué decir y qué versión falsa dar sobre el accidente y sobre lo que pasó a los supervivientes en una isla pequeña de Indonesia. Se despiden de Desmond y Frank y llegan a la isla de Sumba, a unas 3000 millas de donde fueron recogidos por el bote de Penny (There's No Place Like Home).

#### Fuera de la isla
Una vez rescatados, un avión dirigido por miembros de la compañía Oceanic Airlines transporta a Jack Shephard, Kate Austen, Aaron Littleton, Sayid Jarrah, Hugo Reyes y Sun Hwa-Kwon hasta Honolulu (Hawái), donde sus familiares les están esperando. Jack es recibido por su madre, Margo (Veronica Hamel), quien le da un cálido abrazo y Jack le presenta a sus amigos. Poco después organizan una rueda de prensa donde explican una historia falsa sobre el accidente del avión y como sólo tres personas más (Boone Carlyle, Libby y Charlie Pace), además de ellos, habían sobrevivido, pero fallecieron en una isla del archipiélago de Sonda (Indonesia) a la que habían llegado nadando. Después, se realiza el funeral por el padre de Jack, Christian Shephard, y Jack dedica unas palabras generosas en su memoria. Además de su madre, se ve que Hurley, Kate, Sayid y Nadia también asistieron al velorio. A la salida, mientras Jack habla con Kate, una mujer se acerca a él y le revela que tuvo una hija con Christian, llamada Claire, y que ella iba en el Vuelo 815. Jack, sorprendido, mira a Kate con el bebé de Claire en sus brazos y se da cuenta entonces de que Aaron es su sobrino (There's No Place Like Home).
Cuando Kate es llevada a juicio por los crímenes cometidos antes de que se estrellara el avión, se llama a Jack como testigo. Miente en su testimonio, diciendo que el vuelo 815 se estrelló en el agua, ocho sobrevivieron al accidente, pero dos murieron desde entonces y Kate fue la principal responsable de la supervivencia de los Oceanic Six. Ante la pregunta de la abogada de si él amaba o ama de la acusada, él responde que la amaba pero ya no. Después de que Kate es liberada bajo libertad condicional, Jack se encuentra con ella en el estacionamiento. Él admite que mintió en su testimonio, que todavía la ama y le pide salir a tomar un café. Kate le responde que no pueden salir hasta que él esté dispuesto a ver a su bebé (se revela que tenía remordimientos sobre Kate criando a Aaron, ya que Claire es su media-hermana y Aaron su sobrino) (Eggtown).
Más tarde, se revela que Jack volvió a trabajar en el Hospital St. Sebastian, como antes del accidente. Un día, Hurley, en el hospital mental, recibe la visita de Jack, quien está pensando en dejarse barba. Jack confirma que Hurley no revelará los secretos de Oceanic Six. Mientras juegan baloncesto, Hurley se disculpa por haberse ido con Locke cuando el grupo se dividió e insiste en que deben regresar a la isla, pero Jack, enojado, se niega (The Beginning of the End). Sobre la relación entre Jack y Sun, se revela que ella no quiere saber nada con él, porque lo culpa de la pérdida de Jin (Jack decidió no esperar a que Jin vuelva al helicóptero).
Un tiempo después, se muestra a Jack viviendo con Kate (y comprometidos) mientras ayuda a criar a Aaron (William Blanchette), demostrando que finalmente aceptó estar con Aaron. Por pedido del médico del hospital, visita de nuevo a Hugo, quien está sorprendido de su vida feliz con Kate. Hurley, quien ha estado viendo a su amigo fallecido Charlie, le da a Jack un mensaje de Charlie: "Se supone que no debes criarlo". Charlie también le ha dicho a Hurley que Jack recibirá una visita. Tras esto, en dos ocasiones distintas, Jack ve a su padre; por lo que le pide a su colega Erika Stevenson (April Parker Jones) que le recete el medicamento contra la ansiedad clonazepam. Después de escuchar una llamada telefónica y ver que Kate llega tarde a la casa, dejando a la niñera más tiempo de lo necesario, Jack comienza a sospechar de ella y tomar el medicamento con alcohol. Una noche, se produce una acalorada discusión, Jack la presiona y ella que revela que está haciendo un recado para Sawyer, quien Jack dice que está en la isla por elección. Aaron entra en la habitación y Kate le dice que no puede ponerse así (alcohólico y drogado en clonazepam) en frente de su hijo, pero Jack le responde que Kate y Aaron ni siquiera son parientes (Something Nice Back Home). 
Cuando John Locke, en silla de ruedas y afuera de la isla, sufre un accidente automovilístico, termina internado en el hospital de Jack. Cuando Locke despierta, encuentra a Jack a su lado y los dos vuelven a discutir sobre la isla: Locke no puede creer que Jack aún sea escéptico considerando que de todos los hospitales de Los Ángeles, John terminó justo en el de Jack. Cuando Locke le pide volver a la isla, Jack se niega, pero antes de que se vaya Locke le dice que su padre, Christian, está vivo en la isla y le dijo que llevara a los Seis de Oceanic de vuelta. Jack, consternado y enfurecido, le dice que deje a los demás en paz y se va (The Life and Death of Jeremy Bentham).
Un tiempo después, se muestra a un Jack profundamente deprimido, barbudo, tomando diversos viajes de avión alrededor del mundo (gracias al pase gratuito de Oceanic por ser un sobreviviente), bebiendo mucho y adicto a la oxicodona. Una noche, tras leer en el diario sobre la muerte de alguien que conocía en un aparente suicidio, Jack queda devastado por la noticia y parece estar listo para suicidarse saltando del puente del Viaducto de Sixth Street. Sin embargo, se produce un accidente automovilístico en el puente antes de que salte y él rápidamente se acerca a las víctimas para rescatarlas. En el hospital, Jack es visitado por Sarah (aún su contacto en caso de emergencias) y ella le pregunta si está bien. Se muestra que Sarah está embarazada y cuando Jack le pide que lo lleve a casa, ella se rehúsa, diciendo que no sería apropiado. Tras esto, Jack y Sarah se despiden. Después, el doctor Hamill (James Lesure) revisa a Jack y le revela que el conductor se estrelló después de ser distraído por Jack. Le ofrece ayuda, pero Jack la rechaza, diciendo que nadie puede ayudarlo. Más tarde, Jack visita el servicio conmemorativo de la persona sobre la que leyó y se encuentra a sí mismo como el único asistente. Aunque quiere abrir el féretro, no puede. Luego, en su casa, sólo, llama a Kate y pide verla, en el mismo lugar que antes (afuera de un aeropuerto). Jack le cuenta a Kate sobre el servicio conmemorativo, pero ella, actuando distante con él, responde fríamente que no se habría ido si lo hubiera sabido. Jack también habla sobre de que usó el "pase dorado" de Oceanic Airlines para volar de ida y vuelta a través del Océano Pacífico todos los viernes, con la esperanza de que se estrellara en la isla, sin importar el resto de los pasajeros. Jack se lamenta de tener que mentir y de que nunca deberían haberse ido. Sin embargo, Kate no está de acuerdo, diciendo que él debe estar preguntándose donde está y se va mientras Jack grita que tienen que volver (Through the Looking Glass). Jack regresa a la funeraria, donde es confrontado por Ben, quien dice que la isla no permitirá que Jack regrese sin que todos los demás se unan a él, incluyendo el cuerpo de Jeremy Bentham (Locke).

### Quinta temporada
Jack y Ben Linus se unen con el objetivo de regresar a la isla con todos los que se fueron. Pronto se enteran por la televisión de que Hurley se ha escapado del hospital y Ben deduce que lo hizo con ayuda de Sayid. Luego, Hurley manda a su padre para que lleve a un Sayid inconsciente al hospital con Jack, quien logra revivirlo y le avisa a Ben de lo sucedido. Después de que Sayid es atacado por un hombre armado, Jack y Sayid encuentran la dirección de Kate en su bolsillo por lo que deciden separarse. Jack va por Kate, quien le plantea su problema con el abogado Dan Norton. Siguen a Norton a un motel donde se encuentra con la madre de Claire, Carole (Susan Duerden). Una vez que Norton se va, Jack se enfrenta a Carole, quien solo está en Los Ángeles para cobrar una demanda exitosa contra Oceanic Airlines y no tiene nada que ver con la prueba de maternidad que Norton le pidió a Kate. Más tarde, Ben y Sayid se encuentran en un muelle con Jack, Kate y Sun, donde Kate descubre que Ben ha contratado a Norton para hacer la prueba de maternidad. Ella confronta a Jack, enojada porque le quieren quitar a Aaron y que vuelva a la isla, por lo que se va del muelle. Sayid tampoco quiere regresar y se marcha, de modo que sólo Sun acepta volver a la isla, con la intención de buscar a Jin. 
Los tres van a una iglesia, donde se encuentran con Desmond y Eloise Hawking, la madre de Daniel Faraday. Eloise les explica que debajo de la iglesia se encuentra una estación de la Iniciativa Dharma llamada Lamp Post, que fue utilizada por Dharma para encontrar la isla. Ella menciona que el grupo solo tiene 36 horas para tomar el vuelo 316 de Ajira Airways para regresar a la isla, pero Desmond se niega a unirse a ellos y se va. Eloise luego le dice a Jack en privado que debe traer algo que perteneció a su padre Christian Shephard con él en el vuelo para "recrear" las condiciones del vuelo original y también le da la nota de suicidio de John Locke. Esa noche, Jack recibe una llamada informándole que su abuelo paterno Ray (Raymond J. Barry) ha intentado escapar de su residencia de ancianos. Al día siguiente, Jack va al asilo de ancianos y habla con Ray, pidiéndole que no intente escaparse y le dice que va a estar afuera un tiempo. En la valija de su abuelo, encuentra un par de zapatos viejos de Christian y decide llevárselos. Más tarde, Jack regresa a su apartamento, donde encuentra a Kate esperándolo. Él le pregunta dónde está Aaron, pero ella le dice a Jack que si él quiere que ella regrese a la isla, nunca debe preguntarle sobre el niño. Pasan la noche juntos y en la mañana, mientras desayunan, Jack es llamado por Ben y le dice a Kate que debe hacer un recado, ambos acuerdan encontrarse en el aeropuerto. Va a una carnicería y recupera el cadáver de Locke poniendo los zapatos de Christian en los pies del difunto, además de dejar la nota de suicidio en el bolsillo de su traje. Luego, en el aeropuerto, Jack, Kate, Sun y Hurley (para sorpresa de Jack) abordan el vuelo 316 y ven a Sayid ingresar escoltado por una mujer, Ilana. Mientras Jack se preocupa por las otras personas en el avión, escucha la voz del piloto, Frank Lapidus y luego se saludan. Después, una asistente de vuelo le entrega la nota de Locke y Jack finalmente la lee: "Jack, desearía que me hubieras creído". Tras una turbulencia, hay un destello de luz blanca y Jack regresa a la isla. Al despertarse, Jack se encuentra en la jungla (lugar distinto al de la primera vez), toma el trozo roto de la carta de Locke y pronto escucha los gritos de auxilio de Hurley. Encuentra a  Hugo y a Kate en la laguna donde Sawyer encontró el maletín del marshal (Whatever the Case May Be) y al recuperarse, ven llegar una camioneta de Dharma, de la que sale un sorprendido Jin (316).
Tras abrazarse con Jin con la alegría de encontrarlo vivo, comienzan a hacerle preguntas y Jin llama a LaFleur para avisarle de la situación. Todos se encuentran cerca de un acantilado y Jack saluda a Sawyer como viejos amigos. James les explica la situación (están varados en 1977) y cuando pregunta por Locke, Jack le dice que falleció (no le dice cómo), dejándolo sorprendido. Como no encuentran a Sun, Sayid o el avión Ajira en el que llegaron, James y Juliet se las arreglan para admitir a sus tres amigos en la Iniciativa Dharma. Jack es recibido por el doctor Chang y se le da trabajo como "conserje". Cuando Sayid es capturado y señalado como un Hostil (Otro), Jack se dirige a la casa de Sawyer y al tocar la puerta se sorprende al ver a Juliet. Tras un cálido reencuentro, Juliet lo deja con James. Jack le pregunta que va a pasar con Sayid y le reclama que cómo puede leer tranquilo con lo que pasó pero Sawyer le dice que cuando Jack era líder reaccionaba mucho y murió gente, por lo que James prefiere manejar las cosas de otra manera. Lo manda a descansar y a relajarse porque ahora él está a cargo, liberándolo de responsabilidades (Namaste). Más tarde, en la cafetería se encuentran Hurley, Jack y Kate, y ella queda sorprendida luego de que Hugo le dice que Sawyer y Juliet viven juntos. Jack le dice que ya sabía, y cuando Hurley les dice que ellos estaban juntos, ni él ni ella quieren hablar de eso. Luego de que Sayid le dispara al joven Ben Linus, Juliet puede estabilizar a Ben pero no logra curarlo, por lo que ella manda a Kate a buscar a Jack. Sin embargo, Jack, con una diferente actitud, considera que no debe intervenir y se rehúsa a salvar a Ben diciendo que ya lo salvó una vez, y lo hizo por Kate. Cuando ella le dice que le gustaba más como era antes, Jack le dice que no le gustaba antes (considerando el pasado con Sawyer). Después de tomar una ducha, Juliet lo confronta diciendo que lo necesitaba. Cuando ella le pregunta por qué volvieron, él le dice que pensaba que volvió para salvarlos (Locke lo convenció de eso) pero ella le dice que eran felices en Dharmaville y no necesitaban ser salvados. Jack le dice que aún no sabe para qué está en la isla (Whatever Happened Happened). Cuando Roger Linus sospecha de Kate tras lo sucedido con su hijo, Jack la protege diciendo que ella nunca le haría daño al joven Ben, desviando las sospechas. Luego, Jack le avisa a James de esto.
Cuando Daniel Faraday regresa del continente, va directo a la casa de Jack y le pregunta cómo volvieron. Jack le cuenta de Eloise, pero Daniel le dice que se equivocó. Como no pertenecen allí (a Dharma y a 1977), Faraday convence a Jack de que la forma de arreglar todo es detonando la bomba Jughead en la estación El Cisne. De esta forma, evitarían la construcción de la estación, el trabajo con el botón y con esto, el accidente del Oceanic 815. Luego de que Phil, el ayudante de LaFleur, descubre lo sucedido con Ben Linus y sabiendo que su vida en Dharmaville está terminada, Sawyer y Juliet consideran la idea de dejar la isla, pero Jack, Faraday, Miles, Kate, Jin y Hurley prefieren quedarse. Jack, Kate y Daniel van a buscar a la joven Eloise Hawking para que les diga dónde está la bomba. Al salir en medio de un tiroteo con Radzinsky y su grupo, Faraday es herido y Jack lo cura. En el camino, Kate se muestra sorprendida por la idea de Daniel y le expresa sus dudas a Jack. Al llegar con Los Otros, Faraday es asesinado por su madre, mientras Jack y Kate son capturados (The Variable). En la tienda, Kate dice que no está de acuerdo en "borrar" todos los eventos desde el accidente pero Jack le dice que pueden salvar a todos los que murieron y evitar todo el sufrimiento. Aunque Kate le dice que "no todo fue dolor", Jack emocionado le dice que "mucho sí". Finalmente, Eloise confirma la identidad de Faraday con Jack y acepta ayudarlos en su misión, en compañía de Richard. En el camino, se encuentran con Sayid y cuando Jack le dice que es su destino hacer esto, Kate, enfurecida porque Jack se parece a Locke, se marcha para advertir a los otros del plan. Sayid, en cambio, apoya a Jack y dice que lo seguirá hasta el final (Follow the Leader).
Jack, Eloise, Sayid y Richard nadan hasta unos túneles que corren por debajo de Dharmaville y alcanzan la bomba Jughead. Sayid, con su experiencia, la desarma y lleva el núcleo en la mochila y luego, para salir deben ir por la futura casa de Ben (la de Horace). Antes, Richard se lleva a Eloise, ya que está embarazada. Jack y Sayid, en la casa vacía, se visten como miembros de Dharma para pasar desapercibidos. Pero en el camino, Roger Linus reconoce a Sayid y le dispara, obligándolos a refugiarse. Por suerte, Miles, Jin y Hurley llegan en una camioneta para rescatarlos y luego van a la estación El Cisne. En el camino, son detenidos por Sawyer, Juliet y Kate, por lo que Jack va a hablar con Sawyer aparte. James no cree que sea una buena idea y no sabe si va a funcionar, por lo que no vale la pena arriesgar las vidas de todos en la isla. Jack intenta convencerlo de que es lo que tienen que hacer para "arreglar todo". Ante la negativa de Sawyer, que piensa que Jack lo hace por un motivo personal, Jack dice que "la tenía y la perdí" y que ya no puede recuperarla, refiriéndose a Kate. Sawyer ve que Jack no va a ceder por lo que ambos entran en una pelea de puños que se detiene cuando Juliet le pide a James que deje a Jack seguir con su plan. Kate, tras ver a un ensangrentado Jack le dice que lo apoyará. Finalmente, con todos convencidos, llegan a El Cisne y tras un tiroteo, Jack tira el núcleo de la bomba en el sitio del taladro, pero nada pasa. Cuando todos los metales del sitio comienzan a volar, atraídos por el campo magnético de la zona, Jack es noqueado. Después, Juliet logra detonar la bomba y aparece un destello blanco (The Incident).

### Sexta temporada
Jack es despertado por Kate en medio de la noche y pronto descubren que volvieron al 2007, al ver el hueco de El Cisne tal como estaba después de la implosión causada por Desmond y Locke. Sawyer lo ataca pensando que Juliet murió por nada pero Kate lo detiene, al escuchar la voz de Juliet. Entre todos, logran desenterrar los restos de la estación con ayuda de la camioneta y mientras James se encuentra con Juliet, Jack revisa al herido Sayid. Sawyer retira a Juliet muerta de los escombros del Cisne y culpa a Jack, quien se siente triste y consternado. Jack cree que no puede hacer nada para salvarlo pero Hurley sugiere que lo lleven al Templo. Mientras James y Miles se quedan a enterrar a Juliet, Jack y los otros se van al Templo para salvar a Sayid. Todos son capturados por Los Otros, pero Hurley los salva gracias a la ayuda de Jacob. Aunque Los Otros "intentan" salvar a Sayid en una fuente de agua, al salir lo dan por muerto. Jack le administra reanimación cardiopulmonar, pero Sayid no responde y finalmente se rinde. Un rato después, todos se sorprenden al ver que Sayid resucita (LA X). Luego, Dogen, el líder del grupo  de Los Otros en el templo manda a revisar a Sayid, pese a las protestas de Jack. Cuando Kate parte con Jin y Aldo en busca de James, acuerda con Jack de que se encargue de Sayid y se despiden. Después, Dogen le informa a Jack que Sayid está infectado y le da una píldora para "curarlo". Sin embargo, él se niega a dársela porque no sabe qué contiene y ni Dogen ni Lennon (su traductor) se lo dicen. Al no confiar en ellos, Jack mismo toma la píldora pero Dogen lo obliga a regurgitar, revelando que la píldora es veneno. Explica que la infección, al llegar al corazón de Sayid, eliminará cualquier rastro de la persona que alguna vez fue, y dice eso le ha sucedido a la media hermana de Jack, Claire (What Kate Does). 
Más tarde, cuando Dogen le pregunta si sus amigos volverán (Kate, Jin y Sawyer), Jack es honesto y responde que probablemente no. Después, bajo las instrucciones de Jacob, Hurley convence a Jack de salir del Templo en una misión, diciendo la frase "tienes lo que se necesita". En el camino, Jack y Hurley se encuentran con Kate, y aunque Jack le pide que vaya con ellos, Hurley no está de acuerdo. Por ello, Kate les dice que continuará su búsqueda de Claire. Luego, Hurley lamenta "arruinar su momento con Kate", pero Jack le dice que no importa. Hugo le pregunta qué pasó entre ellos y Aaron, a lo que Jack responde que no está "hecho para eso". Cuando llegan a las cuevas, encuentran el inhalador de Shannon, y Jack comparte su experiencia al encontrar el lugar y el ataúd vacío de su padre (referencia a White Rabbit). Más tarde, Hurley le dice a Jack que volvió por pedido de Jacob y como su amigo se sorprende, cuando le pregunta por qué volvió a la isla, Jack responde que estaba destrozado y pensaba que "la isla era el único lugar que podía arreglarlo". Finalmente, Jack y Hurley llegan a un faro, en la parte superior del cual hay una gran esfera y una serie de espejos alineados. Hurley comienza a mover el dial a 108° según las instrucciones de Jacob, pero Jack lo gira a la marca 23, donde aparece su propio apellido, revelando el hogar de la infancia de Jack en el reflejo. Jack se da cuenta de que Jacob ha estado observándolos durante mucho tiempo, y se enoja. Cuando Hurley no puede responder ninguna de sus preguntas ya que no puede controlar cuando Jacob aparece, Jack destruye los espejos. Más tarde, con Jack sentado mirando el mar, Jacob le explica a Hurley que todo salió como esperaba ya que necesitaba que Jack comprendiera porqué está en la isla y lo importante que es (Lighthouse). 
Después, Jack quiere regresar al Templo pese a las protestas de Hurley, pero en el camino se encuentran con Richard Alpert, quien les dice que ya no hay nadie allí. Los dos siguen a Richard hasta el barco la Roca Negra, donde pretende suicidarse con dinamita porque cree que su vida en la isla no ha tenido sentido por la muerte de Jacob. Jack lo acompaña, confiando en que la Isla no permitirá que ninguno de los dos muera. Finalmente, la mecha se apaga sola y Jack convence a Richard de que están en la isla por una razón y le cuenta lo que vio en el Faro. Luego, los tres van hasta la playa donde se encuentran con Sun, Miles, Ben, Ilana y Frank Lapidus (Dr. Linus). Allí, Ilana les revela a Jack, Sun y Hurley que son candidatos a reemplazar a Jacob y que Richard debe guiarlos. Cuando Richard se va a la jungla en búsqueda de la cadena con cruz de su esposa, Sun sufre un accidente tras ser perseguida por el falso Locke, por lo que al encontrarla, Jack la revisa y diagnostica afasia. Pero cuando Richard vuelve con la idea de destruir el avión Ajira, Sun se enoja con todos, incluso con Jack. Tras esto, Jack la ayuda dándole una libreta y una fibra para escribir, al recordar un caso similar de afasia que tuvo en el pasado como médico, le promete a Sun que la ayudará a buscar a Jin para que se vayan a casa (The Package). Más tarde, tras la muerte de Ilana mientras cargaba dinamita, el grupo se divide: Hurley, Jack, Sun y Frank van a hablar con el Hombre de Negro (falso Locke), mientras Richard, Miles y Ben buscan más explosivos para destruir el avión. En el camino, Jack le dice a Hurley que lo seguirá a donde sea, ya que ahora acepta que no tiene que ser el líder. Al llegar al campamento, el grupo se encuentra con el falso Locke, Sawyer, Kate, Sayid y Claire, entre otros (Everybody Loves Hugo). Luego, El Hombre de Negro le pide a Jack que hable con él, admitiendo que se hizo pasar por el padre de Jack desde que Jack llegó por primera vez a la isla. Claire interrumpe y El Hombre de Negro deja a los dos para ponerse al día, siendo la primera vez que se ven desde que saben que son medio-hermanos. Cuando Sawyer planea escapar del Hombre de Negro y tomar el submarino de Charles Widmore para salir de la isla, le cuenta el plan a Jack, Kate, Hurley, Frank y Sun. En el velero de Desmond, Jack le dice a Sawyer que dejar la isla es un error, que tienen una misión allí, a lo que Sawyer le pide que si se cree destinado a quedarse en la isla, que abandone el barco, cosa que Jack hace, pese a los reclamos de Kate. Después, Widmore y su gente disparan proyectiles de artillería en un esfuerzo por matar al Hombre de Negro y Jack resulta herido por una explosión en la playa pero el falso Locke lo salva (The Last Recruit). Aunque Jack agradece al falso Locke por salvarlo le dice que no tiene intención de dejar la isla. Tras esto, Jack, Sayid y el Hombre de Negro rescatan a los otros, encerrados por Widmore y su gente. Todo el grupo se dirige al submarino, pero Sawyer acuerda con Jack que detenga al falso Locke, ya que ninguno confía en él. Jack hace su trabajo, empujando al Hombre de Negro al agua y luego entra al submarino con Sawyer, Kate, Jin, Sun, Frank, Sayid y Hurley. Jack abre su mochila para curar a Kate de un disparo que recibió, pero descubre que el Hombre de Negro le ha puesto explosivos con un temporizador. Jack discute con Sawyer y les dice que no hagan nada (como cuando Richard usó la dinamita con él), pero Sawyer no lo escucha y toca el cable equivocado. Como no consiguen desactivar la bomba ni llegar a la superficie a tiempo, Sayid cuenta a Jack donde se encuentra Desmond y corre con la bomba para intentar evitar la destrucción completa del submarino. Tras la explosión, Sun se encuentra atrapada entre la estructura del submarino, por lo que Jin, Jack y Sawyer intentan liberarla. Después de que Sawyer se quede inconsciente por un golpe, Jin convence a Jack de que lo deje y salve a Sawyer. Salen nadando y así Hurley, Kate, Jack y Sawyer, terminan en la playa (The Candidate). 
Después, acepta ser el elegido de Jacob. Lucha y asesina al Hombre de Negro, pero es herido mortalmente. Delega su puesto a Hurley y se sacrifica para salvar a sus amigos. Muere acompañado del perro Vincent y la serie termina cuando cierra los ojos, tal y como empezó su vida en la isla.
- Datos: Q51293